# Anatoly Bose
Anatoly Bose, nato Anatolij Olegovič Kolesnikov (in russo Анатолий Олегович Колесников?; Alma-Ata, 6 dicembre 1988), è un ex cestista kazako con cittadinanza australiana.

## Carriera
Con il Kazakistan ha disputato i Giochi asiatici di Incheon 2014 e i Campionati asiatici del 2015.